# Читинское сельское поселение
Чити́нское се́льское поселе́ние (тат. Чыты авыл җирлеге) — муниципальное образование в Пестречинском районе Республики Татарстан.
Административный центр — село Чита.

## География
Площадь СП в рамках утвержденных границ - 56,9 км2
Территория поселения граничит на востоке с Крящ-Сердинским сельским поселением, на юге с Екатериновским сельским поселением, на западе с Конским сельским поселением, на севере с Пимерским сельским поселением.
Протекает река Меша.  

## История
В 1930 году в деревне Чита образовался сельский Совет. Его председателем был Гилязов Карим Гилязутдинович.. 

## Население
| 2010 | 2011 | 2012 | 2013 | 2014 | 2015 | 2016 |
| ---- | ---- | ---- | ---- | ---- | ---- | ---- |
| 612  | ↗613 | ↘612 | ↗648 | ↘646 | ↘624 | ↘607 |
| 2017 | 2018 |      |      |      |      |      |
| ↘600 | ↘585 |      |      |      |      |      |

## Состав сельского поселения
На территории поселения находится три населённых пункта:
| № | Населённый пункт | Тип населённого пункта       | Население |
| - | ---------------- | ---------------------------- | --------- |
| 1 | Иске-Юрт         | деревня                      |           |
| 2 | Селенгуши        | село                         |           |
| 3 | Чита             | село, административный центр |           |

## Инфраструктура
Муниципальное бюджетное общеобразовательное учреждение «Читинская ООШ»
Муниципальное бюджетное учреждение «Читинский сельский дом культуры»
Муниципальное бюджетное учреждение «Иске-Юртский сельский клуб»
Централизованная библиотечная система «Читинская сельская библиотека»филиал №21
Централизованная библиотечная система «Иске-Юртская сельская библиотека»филиал №20 
Читинский ФАП
Иске-Юртский ФАП
Отделение связи
Магазины